# The More You Suffer
The More You Suffer är det svenska thrash metal-bandet Carnal Forges fjärde studioalbum. Det släpptes i mars 2003 på Century Media Records. Skivan gavs även ut i Japan och på kassett i Thailand.

## Låtlista
1. "H.B.F. Suicide" – 3:23
2. "Deathblow" – 3:46
3. "Ripped & Torn" – 3:43
4. "Destroy Life" – 3:35
5. "Cursed" – 3:17
6. "Divine Killing Breed Machine" – 3:56
7. "Deep Rivers of Blood" – 4:37
8. "Breaking Boundaries" – 3:37
9. "Into Oblivion" – 4:01
10. "My Bloody Rampage" – 3:53
11. "Baptized in Fire" – 3:19
12. "Let Me Bleed" – 3:25

Bonusspår på japanska utgåvan
1. "Hits You Like A Hammer" – 3:11
2. "Bulletproof God Material" – 4:30

## Medverkande
Musiker
- Jonas Kjellgren – sång
- Jari Kuusisto – gitarr
- Petri Kuusisto – gitarr
- Lars Lindén – basgitarr
- Stefan Westerberg – trummor

Produktion
- Pelle Saether – inspelningstekniker
- Jonas Kjellgren – inspelningstekniker
- Lars Lindén – inspelningstekniker, albumkonst, omslagskonst, design, foto
- Ulf Horbelt – mastering
- Jonas Bilberg – foto